# Acílio Glabrião (senador)
Acílio Glabrião (em latim: Acillius Glabrio) foi um nobre romano dos séculos III e IV, pertencente à classe senatorial. Em cerca de 300, seu nome ocorre em nono lugar numa lista de senadores segundo a qual cada um contribuiu com 400 mil sestércios, possivelmente para custear algum edifício em Roma. Talvez era filho do cônsul de 256 Marco Acílio Glabrião. Sua família era remota e possuía longa carreira política, inclusive no consulado, com o primeiro cônsul deles sendo Mânio Acílio Glabrião em 191 a.C.. Devia ser pai de Acílio Faustino, que aparece na mesma lista.